# Asen Georgiev
Asen Kirilov Georgiev (in bulgaro Асен Кирилов Георгиев?; Burgas, 9 settembre 1993) è un calciatore bulgaro, difensore del CSKA 1948 Sofia II.

## Carriera

### Club
Ha giocato nella prima divisione bulgara.

### Nazionale
Ha debuttato con la maglia della nazionale Under-21 durante le qualificazioni al campionato europeo di categoria.

## Palmarès

### Club

#### Competizioni nazionali
- Coppa di Bulgaria: 1

Lokomotiv Plovdiv: 2018-2019